# Meroles micropholidotus
Meroles micropholidotus (малий меролес) — вид ящірок родини ящіркових (Lacertidae). Ендемік Намібії.

## Поширення і екологія
Малі меролеси мешкають в пустелі Наміб між поселеннями Волфіш-Бей та Людериц.